# Họ Cá sơn biển
Họ Cá sơn biển (danh pháp khoa học: Ambassidae) là một họ cá, theo truyền thống xếp trong bộ Perciformes, nhưng gần đây đã được đề xuất tách ra ở vị trí không xác định (incertae sedis) trong nhánh Ovalentariae. Các loài trong họ này có nguồn gốc từ các vùng biển của Châu Á, Châu Đại Dương, Ấn Độ và Thái Bình Dương. Họ này bao gồm 8 chi và khoảng 51 loài.
Ambassidae đạt đến kích thước tối đa khoảng 26 cm (10 inch). Nhiều loài trong số các loài được ghi nhận có các cơ quan trong suốt hoặc bán trong suốt.
Một số loài được sử dụng như cá cảnh, cá sơn Ấn Độ (Parambassis ranga), đôi khi được tiêm thuốc nhuộm màu bởi các đại lý ở Thái Lan.